# Enola (Arkansas)
Enola é uma cidade  localizada no estado americano de Arkansas, no Condado de Faulkner.

## Demografia
Segundo o censo americano de 2000, a sua população era de 188 habitantes.
Em 2006, foi estimada uma população de 190, um aumento de 2 (1.1%).

## Geografia
De acordo com o United States Census Bureau, a localidade tem uma área de 3,9 km², sem área coberta por água. Enola localiza-se a aproximadamente 110 m acima do nível do mar.

## Localidades na vizinhança
O diagrama seguinte representa as localidades num raio de 24 km ao redor de Enola.